# Polti
Polti é uma empresa italiana, fabricante de pequenos eletrodomésticos.

## História
Fundada em 1978 em Olgiate Comasco por Franco Polti, um representante de sistemas de engomar profissionais para lavandarias de uma pequena empresa. O mesmo fundador, cria Vaporella, o primeiro sistema de engomar a vapor com caldeira para uso doméstico, mas não patenteia a ideia, e rapidamente, outros fabricantes do setor, colocam à venda esse produto.
En 1983 Franco Polti, com sua esposa Teresa Napoli ao lado, produz e introduz no mercado  Vaporetto, o primeiro "eco-doméstico" que permite limpar toda a casa com o kit incluído em dotação. Com Vaporetto, limpa-se com a força do vapor, que atinge uma temperatura de 120°.
A empresa lombarda, tendo adquirido importância internacional, inaugurou a fábrica de Araras no Brasil em 1993, dedicada à produção de dispositivos para os mercados da América do Sul. Posteriormente, em 1994, a sede e fábrica da empresa na Itália foram transferidos para Bulgarograsso. Nesse mesmo ano, a empresa começou a produzir máquinas de café.
A fábrica brasileira seria fechada alguns anos depois, e uma fábrica aberta na Calábria e na Polti Sud S.r.l. em Piano Lago, uma aldeia em Figline Vegliaturo, na província de Cosença, com cerca de 200 funcionários.
Em 1999, Polti lança Lecologico, o primeiro aspirador de pó com um filtro de água que permite dizer adeus aos sacos de papel e, graças a um sistema de filtragem sofisticado de vários estágios e filtro Hepa retrém tudo o que aspira e devolve para o meio ambiente um ar purificado.
Em 2005, fundou a empresa AromaPolti Srl, que lida com as embalagens de cápsulas de café e sua distribuição. Em 2006, começou a produção de detergentes ecológicos e equipamentos de limpeza profissional com a criação de Polti Medical Division Srl. No mesmo ano, Polti decidiu fechar a fábrica de Calabria e demitir 180 trabalhadores e transferir a produção para a China.
Em 2009, a Polti adquiriu o controle de um fabricante de eletrodomésticos, a Acuina SA, em Toluca, no México. Nesse mesmo ano, com a empresa com problemas econômicos, Franco Polti deixa a liderança da empresa para um expoente de segunda geração, sua filha Francesca. O ano mais difícil é 2012: Francesca Polti, formada na Universidade de Bocconi, aproveita as oportunidades oferecidas pelo governo de Monti e recebe admissão ao "procedura di concordata", o lançamento de um plano de pagamento, que permite reestruturar a dívida da Polti. Fecha os seus escritórios no México, lança Unico, o aspirador com função de vapor de última geração, e Moppy, uma mopa a vapor sem fios e, mantém o emprego de 230 trabalhadores.
Em 2014, após 34 anos, o logotipo histórico de vapor que emana de um polegar é substituído por uma vista superior da tampa de segurança. Em 2018, por ocasião dos quarenta anos da empresa, é lançada uma nova versão de Vaporella.

## O Grupo Polti
A Polti é atualmente o principal produtor europeu de pequenos eletrodomésticos, em particular, eletrodomésticos a vapor, e vende anualmente cerca de 1,6 milhões de artigos em mais de 30 países, e as exportações para o exterior representam metade dos negócios da empresa. Em 2017, 45% do volume de negócios é feito em Itália, 20% em Espanha e França e 15% no resto do mundo.
No início de 2010, a Polti decidiu devolver à Itália as principais atividades de produção realizadas na China (máquinas de café e equipamentos de gama média e média alta) por razões de custo e qualidade do produto.

## Patrocinios
De 1995 a 1999, a empresa patrocinou o Pallacanestro Cantù e na temporada de 1998-1999, o Calcio de Como.